# Шайтанка (приток Барневы)
Шайтанка — пересыхающая река в Курганской области России. Устье реки находится в 25 км по правому берегу реки Барнева. Длина реки составляет 12 км.

## Данные водного реестра
По данным государственного водного реестра России относится к Иртышскому бассейновому округу, водохозяйственный участок реки — Исеть от впадения реки Теча и до устья, без реки Миасс, речной подбассейн реки — Тобол. Речной бассейн реки — Иртыш.
Код объекта в государственном водном реестре — 14010501112111200003330.